# Рахау
Рахау (нем. Rachau) — коммуна (нем. Gemeinde) в Австрии, в федеральной земле Штирия. 
Входит в состав округа Книттельфельд.  Население составляет 680 человек (на 31 декабря 2005 года). Занимает площадь 104.93 км². Официальный код  —  60909.

## Политическая ситуация
Бургомистр коммуны — Максимилиан Хаберлайтнер (АНП) по результатам выборов 2005 года.
Совет представителей коммуны (нем. Gemeinderat) состоит из 9 мест.
- АНП занимает 6 мест.
- СДПА занимает 2 места.
- местный список: 1 место.